# Forma specialis
Forma specialis (en plural formae speciales) és un agrupament taxonòmic permès pel Codi internacional de nomenclatura botànica (International code of botanical nomenclature), que s'aplica a un paràsit (molt sovint un fong) que està adaptat a un hoste específic (no hi ha d'haver diferències morfològiques o aquestes han de ser mínimes); aquesta classificació pot ser aplicada per autors de taxonomia que pensin que no és apropiat aplicar la categoria de subespècie o de varietat. Un exemple és el fong del rovell del blat i altres cereals Puccinia graminis.
Forma specialis s'abreuja com f. sp.
Formae speciales s'abreuja com ff. spp.